# Choi Juhyun
 (septembre 2018).
Choi Juhyun  est une auteure de bandes dessinées et plasticienne sud-coréenne, née à Gyeongju en 1978.

## Publications
- 2008 : Sous la peau du loup, Cambourakis
- 2009 : Halmé, Cambourakis
- 2013 : Ressac, avec L.L. de Mars, Tanibis